# Трейвіс Ергарт
Трейвіс Ергарт (англ. Travis Ehrhardt; 12 квітня 1989, Калгарі, Альберта) — канадський хокеїст, захисник, в даний час грає за клуб АХЛ «Утіка Кометс».

## Кар'єра
Свою кар'єру розпочав у клубі ЗХЛ «Мус-Джо Воріорс» в якому провів чотири роки, після чого ще два сезони відіграв за інший клуб ЗХЛ «Портленд Вінтергокс».
На професійному рівні дебютував у клубі АХЛ «Манітоба Мус» в сезоні 2008/09 років, провів три матчі.
Наступного сезону дебютує в іншому клубі АХЛ «Гранд Репідс Гріффінс», за три сезони провів 137 матчів та набрав 27 очок (5 + 22). 
Сезон 2012/13 років провів у СМ-лізі виступаючи у клубі ТПС, на його рахунку сімнадцять матчів.
В сезоні 2013/14 років встиг відіграти за клуб АХЛ «Сент-Джонс АйсКапс» — вісім матчів та у складі чемпіона Норвегії 2014 року «Ставангер Ойлерс» — чотирнадцять матчів в яких набрав чотири очка (1 + 3). У грудні 2013 року брав участь у складі збірної Канади Кубку Шпенглера.  
З сезону 2014/15 років виступає за клуб АХЛ «Утіка Кометс».